# Castellazos
Los Castellazos es un yacimiento arqueológico ubicado en Mediana de Aragón (Zaragoza), en un lugar estratégico de control del río Ginel. Presenta dos niveles de ocupación. El primero corresponde a un poblado y una necrópolis de la Primera Edad del Hierro. El segundo es un asentamiento ibérico que pervive desde el final del periodo Ibérico Pleno hasta el final de la fase ibérica tardía. Precisamente su situación "fronteriza" entre ambas etapas constituye uno de los factores más atractivos de los resultados de investigación sobre este yacimiento.
El Poblado de la Edad del Hierro sería uno de los mayores en su territorio y podría ser, por tanto, el centro desde el cual se hubiera organizado el mismo. Han aparecido restos de la torre de vigilancia y una interesante necrópolis (bajo los niveles de viviendas ibéricas) en la que destaca una tumba de incineración en la que aparecieron restos de cerámica bruñida datada entre el 600 y el 500 a. C.
La ciudad ibérica de mediados del siglo I a. C. era, asimismo, un centro de gran extensión e importancia en su comarca. Destaca por estar dotada de un sistema defensivo más complejo de los habituales en las ciudades coetaneas de su entorno, inspirado en sistemas helenísticos, con torre de vigilancia, dos líneas de muralla y varias líneas de foso. Además del sistema defensivo se han excavado varias zonas de viviendas y se ha recuperado el habitual material cerámico de la época: cerámica lisa y decorada simelares de las de los yacimientos coetáneos del Bajo Aragón, además de fragmentos de cerámica de barniz negro helenístico, cerámica de paredes finas, sigillata itálica e hispánica, etc. Entre los hallazgos muebles puede destacarse una figurilla incompleta, de bulto redondo, de 7 cm de altura.
Se ha excavado sistemáticamente desde 1986 hasta 1992 y a partir de 2003.